# Vladímir Gusinski
Vladímir Aleksándrovich Gusinski (en ruso: Владимир Александрович Гусинский ,[vlɐˈdʲimʲɪr ɐlʲɪkˈsandrəvʲɪdʑ ɡʊˈsʲinskʲɪj]; nacido el 6 de octubre de 1952) es un magnate de los medios de comunicación ruso. Fundó el holding Media-Most que incluía el canal gratuito NTV, el periódico Segodnya y varias revistas.

## Temprana edad y educación
Gusinsky nació en una familia judía en Moscú el 6 de octubre de 1952. En 1969, Gusinsky se matriculó en el Instituto Gubkin de Petróleo y Gas, sin embargo, no terminó allí su educación. Se unió al Ejército de la URSS en 1973 como Sargento Junior en las Tropas de Inteligencia Química. En 1975, después de ser desmovilizado, Gusinsky se matriculó en el Instituto Estatal para el Estudio de las Artes Teatrales (ruso: ГИТИС inglés: GITIS). Se graduó en 1979 con su trabajo de diploma de graduación en la puesta en escena de " Tartufo " de Molière, en el Teatro Dramático del Estado de Tula.

## Carrera temprana
1986
- Director de escena de los Juegos de Buena Voluntad de Ted Turner en el Palacio del Kremlin.[4]
- Fundó una de las primeras cooperativas después de la Perestroika, la Cooperativa "Metal", que comenzó a producir garajes de metal y luego pulseras de cobre y otras joyas de moda en cantidades masivas.[3]

1988
- Fundó la cooperativa "INFEKS" bajo los auspicios del Ministerio de Comercio Exterior de la URSS, que se dedicaba a la consultoría de empresas extranjeras que ingresaban al mercado ruso.[5]

1989
- Creó la empresa conjunta "Most", junto con APCO (empresa de consultoría propiedad del bufete de abogados Arnold &amp; Porter en Washington D. C.).[6]
- Gusinsky estableció "Most Bank", uno de los primeros y uno de los bancos minoristas privados más grandes de Rusia.[7] El primer cajero automático que permite retiros de efectivo en Rusia fue instalado por Most Bank en Rusia en 1994.[8]

1992
- Fundó una sociedad de cartera "Most Group". Todos los activos comerciales de Gusinsky, por un total de 42 empresas, incluido Most Bank ( en ruso: Мост-банк   ) y varias empresas de construcción, se integraron en esta estructura de cartera.[9]

## Participación en los medios
1993
- Gusinsky, junto con varios periodistas destacados, establecieron Sevodnya, un periódico político diario.[10][11]
- A fines de 1993, Gusinsky, junto con varios destacados periodistas de televisión y expertos en medios, como Igor Malashenko,[12] Evgeni Kiselev y Oleg Dobrodeev, fundaron el primer canal de televisión privado en Rusia: NTV. El enfoque principal de NTV eran las noticias independientes y sin censura y los programas políticos imparciales, y su lema era "Las noticias son nuestra profesión".[3]

1994
- La Primera Guerra Chechena comenzó en 1994. NTV proporcionó una cobertura independiente de la guerra y, a menudo, criticó al gobierno ruso.[13]
- En diciembre de 1994, se ordenó al Servicio Secreto del Presidente que atacara las oficinas de Gusinsky. Como resultado, Gusinsky y su familia tuvieron que abandonar Rusia. Gusinsky pudo regresar en mayo de 1995, mientras que durante su ausencia NTV y todos sus otros medios continuaron con su política editorial independiente y la cobertura de la guerra.[14]

1996
- Gusinsky fue uno de los fundadores del Congreso Judío Ruso, y en enero de 1996 fue elegido su presidente.[15]
- En febrero de 1996, en Davos, durante el Foro Económico Mundial, junto con Boris Berezovsky, organizó una reunión de los empresarios más destacados de Rusia. El grupo se reunió para decidir cómo apoyar la candidatura presidencial de Yeltsin y evitar que los comunistas volvieran al poder. Además, el grupo se puso en contacto con Anatoli Chubais, el creador y defensor de la privatización, y lo convenció para que dirigiera y administrara la campaña presidencial de Yeltsin.[3]
- Las elecciones para el Presidente de la Federación Rusa tuvieron lugar en junio de 1996 (primera ronda). El presidente Yeltsin fue elegido en la segunda vuelta de las elecciones (julio de 1996). Muchos observadores internacionales y nacionales consideraron que estas fueron las primeras elecciones en Rusia que se acercaron a los estándares democráticos occidentales.[16]

## Consolidación y desarrollo de activos de medios.
1996
- Gazprom, el gigante estatal del gas natural, se convirtió en accionista del 30% de NTV.[17]
- Un inversionista de medios con sede en EE. UU., Capital Group, se convirtió en accionista del 5% en NTV y del 5% en TNT, una red regional.[18]

1997
- "Most Group" consolidó todos sus activos de medios en una nueva entidad: "Media Most". Gusinsky renunció a sus cargos en "Most Group" y "Most Bank", se convirtió en presidente de "Media Most" y centró todos sus esfuerzos en el desarrollo del negocio de los medios.[18]
- El nuevo holding de medios incluía a NTV, TNT, NTV Plus, Echo Moscow, editorial Seven Days, otras estaciones de radio, empresas de desarrollo de Internet, estudios de cine y empresas de diseño de medios.[19]
- Media Most era el holding de medios más grande de Rusia y, según el número de espectadores y lectores, posiblemente uno de los más grandes de Europa. Gusinsky fue aclamado como el " Rupert Murdoch " de Rusia.[10]
- Si bien Gusinsky nunca participó en la privatización, todos sus activos se crearon desde cero, en 1997, Gusinsky hizo su primer y último intento de privatización : hizo una oferta para la privatización del gigante estatal de telecomunicaciones Svyazinvest. La oferta terminó sin éxito para Gusinsky, y muchos comentaristas acusaron a Gusinsky de usar sus activos de los medios para influir en su oferta y resultó en un gran escándalo público.[20]
- A mediados de 1997, un consorcio bancario liderado por Credit Suisse First Boston estaba preparando NTV para una oferta pública en NASDAQ con una valoración de 1200 a 1400 millones de dólares estadounidenses, y una gran parte de los ingresos de la OPI se utilizarían para el desarrollo del negocio.[21]

1998
- La crisis económica asiática de 1997 afectó gravemente a la economía rusa en 1998. Esto llevó a Rusia a dejar de pagar sus deudas internas ya declarar una moratoria en los pagos a los acreedores extranjeros en agosto de 1998. El incumplimiento financiero puso fin al intento de oferta pública inicial de NTV.[21]
- Posteriormente, para continuar con el desarrollo de "Media Most" y en previsión de un repunte económico tras la suspensión de pagos de Rusia, "Media Most" recibió un crédito de Credit Suisse First Boston, garantizado por Gazprom. El dinero se invirtió en el desarrollo comercial de "Media Most".[22]
- En noviembre de 1998, el satélite "Media Most", Bonum 1, construido por US Hughes Communications, fue lanzado desde Cabo Cañaveral, Florida, EE. UU. Este fue el primer satélite comercial privado en Rusia y, por primera vez, un satélite construido y lanzado por EE. UU. fue controlado desde el territorio de Rusia. El satélite proporcionó servicios de entrega por satélite DTH (Direct to Home) para "Media Most" NTV Plus.[23][24]

## Enfrentamiento con el Kremlin
1999
- Una alianza que incluía al presidente Yeltsin, los familiares de Yeltsin y un grupo de poderosos empresarios, conocidos públicamente como la "Familia",[25] trajo a Vladímir Putin como sucesor del presidente Yeltsin.[26] Al mismo tiempo, Gusinsky se colocó fuera de la "Familia" y, como resultado, fue acusado de apoyar la elección de la alianza anti-Kremlin de Primakov y Luzhkov.[27] Este fue el comienzo del conflicto entre Gusinsky, la Familia y Putin.
- En septiembre de 1999, hubo una serie de ataques terroristas en Moscú y otras ciudades de Rusia. Varios edificios fueron bombardeados y muchas personas murieron. El Kremlin tomó la posición de que los separatistas chechenos eran los responsables de los atentados.[28] Casi al mismo tiempo, un grupo de vecinos que residían en un edificio de apartamentos encontraron una gran cantidad de explosivos en el sótano de su edificio y lo informaron al FSB. En ese momento un grupo de investigadores periodistas independientes expuso ciertos hechos que vinculaban a los explosivos con personas vinculadas al FSB.[29][30] La NTV de Gusinsky decidió adoptar una postura independiente y lanzó una investigación periodística pública en profundidad, investigando la posibilidad de que el FSB estuviera organizando explosiones en un esfuerzo por influir en las próximas elecciones.[31][32] Gusinsky recibió un ultimátum para eliminar esta "investigación independiente" de NTV, o enfrentar las consecuencias. Gusinsky se negó a poner fin a la investigación. Además, varios comentaristas independientes acusaron al Kremlin y a Putin de organizar las explosiones, lo que provocó la nueva guerra de Chechenia, con el objetivo de aumentar la popularidad de Putin antes de las elecciones.[33] Este fue el punto de ruptura en la relación entre Gusinsky y el Kremlin, la Familia y el sucesor de Yeltsin, Putin.[31]
- El 31 de diciembre de 1999, el presidente Yeltsin renunció y Vladímir Putin se convirtió en presidente interino de Rusia.[34]

2000
- En enero, Gusinsky fue elegido vicepresidente del Congreso Judío Mundial.[35]
- Con la renuncia de Yeltsin que llevó a Putin a la presidencia interina y las elecciones subsiguientes en mayo de 2000 que llevaron a Putin al poder, uno de los primeros actos públicamente criticados del nuevo presidente Putin fue el inicio de una investigación contra Gusinsky con el objetivo de poner a NTV bajo el gobierno. controlar y silenciar efectivamente a la oposición.[36][37][38]
- En junio, la oficina del Fiscal General inició una investigación contra Gusinsky por apropiación indebida de fondos en relación con una empresa "Russian Video". El 13 de junio, fue arrestado en Moscú y encarcelado en la infame prisión de Butyrka.[39]
- Poco después de su arresto, representantes del Kremlin propusieron a Gusinsky vender Media Most a Gazprom-Media al precio que fija Gazprom-Media, 300 millones de dólares estadounidenses, a cambio de su libertad. Posteriormente, esto se conoció como transacción de "acciones por libertad" o Protocolo N.º 6 (Протокол N.6. Доля свободы) que fue firmado por el Ministro interino Lesin en su calidad de jefe del Ministerio de Prensa, Radiodifusión y Comunicaciones Masivas de la Federación Rusa.[40][41][42] [lower-alpha 1]
- Se produjo un escándalo público y, al día siguiente del arresto de Gusinsky, el 14 de junio, se le preguntó al presidente estadounidense Clinton en una conferencia de prensa qué pensaba sobre el arresto de Gusinsky. Clinton respondió que no creía que la gente debería ser arrestada por criticar al Kremlin.[43] Por otra parte, Putin, que se encontraba de visita en España en el momento de la detención, tuvo que responder preguntas al respecto. Una de las respuestas de Putin fue: "No sé nada al respecto y no puedo ponerme en contacto con el Fiscal General de Rusia ".[44] [lower-alpha 2]
- Después de tres días y mucha presión pública, escándalo y especulación, Gusinsky fue liberado de prisión y puesto bajo arresto domiciliario el 16 de junio.[45][46][47][48] Varias semanas después, en julio, firmó un acuerdo para vender todos sus activos de medios por 300 millones de dólares estadounidenses.[49][50] La investigación criminal se cerró y Gusinsky abandonó inmediatamente Rusia. Desde ese momento Gusinsky nunca volvió a Rusia.[51] En su último viaje al aeropuerto de Moscú, estuvo acompañado por Boris Nemtsov, un líder de la oposición que fue asesinado en febrero de 2015 cerca del Kremlin.
- Fuera de Rusia, Gusinsky repudió el trato por haber sido ejecutado bajo coacción.[52][verifica la fuente][53]
- Poco después de que Gusinsky dejara Rusia, el director ejecutivo de Gazprom Media, Alfred Koch, solicitó al fiscal general ruso que iniciara una nueva investigación contra Gusinsky y Media Most,[54][55] alegando el uso indebido de las garantías de Gazprom para atraer créditos (en ese momento Gazprom era accionista del 12,5% de Media Most y del 30% de NTV). La Fiscalía General solicitó a la sede de Interpol en Lyon, Francia, que emitiera una orden de arresto internacional para la detención y extradición de Gusinsky.[56][57] La oficina central de Interpol rechazó la solicitud rusa y pidió aclarar el motivo para asegurarse de que no violó la Carta de Interpol, que prohíbe la intervención basada en el carácter político.[58][59] Eventualmente, Interpol se negó firmemente a emitir una orden de arresto para Gusinsky, y cuando las autoridades rusas apelaron la negativa, la sede de Interpol confirmó firmemente su negativa.[60][61]
- El 17 de noviembre, Media Most firmó un acuerdo de liquidación de las garantías de Gazprom y de las obligaciones presentes y futuras (que vencían en 2001).[62][63] Inmediatamente después de firmar el acuerdo de conciliación, Alfred Koch de Gazprom Media le escribió al Fiscal General informándole que el acuerdo de conciliación se ejecutó con éxito y agradeciéndole su ayuda. Incluso con este acuerdo de conciliación firmado por Gusinsky bajo una amenaza de arresto y extradición, Gazprom admitió que los activos de Media Most estaban justamente valorados en más de 1.100 millones de dólares.[64]
- Sin embargo, ignorando el acuerdo de conciliación e ignorando la negativa de la oficina central de Interpol a emitir la orden de arresto internacional (debido a sospechas de motivaciones políticas para el arresto), la sucursal rusa local de Interpol eludió la negativa de la oficina central, acudió directamente a la sucursal local española de Interpol y solicitó la detención y extradición de Gusinsky.[65][66][67]
- El 12 de diciembre, Gusinsky fue detenido en España a petición de Rusia. La orden de aprehensión fue emitida por el magistrado Balthazar Garzón.[68][69]
- El 22 de diciembre, el juez Balthazar Garzon liberó a Gusinsky de prisión y lo puso bajo arresto domiciliario en la casa de Gusinsky en el sur de España. La decisión de liberar a Gusinsky fue fuertemente criticada en España, y fue apelada por la fiscalía, ya que es poco común que un extranjero en extradición sea puesto en libertad y bajo arresto domiciliario.[70][71]

## Enfrentamiento legal con el Kremlin y vida posterior
- En enero, Gusinsky presentó un caso contra Rusia ante el Tribunal Europeo de Derechos Humanos por violaciones de sus derechos y libertades.[72]
- En abril, la Audiencia Nacional de España rechazó la solicitud de extradición de Gusinsky presentada por la Federación Rusa.[73][74] El tribunal español señaló que los cargos contra Gusinsky tenían una motivación política y, de hecho, ni siquiera constituían un delito: la Audiencia Nacional señaló específicamente: "Es posible observar en los documentos aportados por [el demandante]... "ciertos hechos dignos de mención y peculiares". circunstancias que son inusuales en el ámbito de las demandas judiciales por fraude y que, si bien no permiten por sí mismas concluir que se trata de una demanda irregular presentada con un fin político, obligan a la Corte a considerar la alegación [de la demandante] como no completamente sin fundamento en lo que se refiere a los hechos e interferencias y como no inconcebible o descartable sobre la base de criterios lógicos y experiencia.”[72] Gusinsky fue puesto en libertad.[75][76][77]
- A mediados de abril, la Federación Rusa realizó redadas en las oficinas de Media Most y NTV.[78]
- Solo unos días después de que la Audiencia Nacional de España decidiera que los cargos contra Gusinsky tenían una motivación política y no un delito, la Federación Rusa inició un nuevo proceso penal contra Gusinsky y emitió una nueva orden de arresto, alegando lavado de dinero de dinero adeudado a Gazprom.[79] Una vez más, la Federación Rusa presentó la solicitud para arrestar a Gusinsky en su casa en España,[80] pero Gusinsky no estaba presente, se fue a Israel.[81][82][83] Varios meses después, la Audiencia Nacional de España desestimó la nueva solicitud de la Federación Rusa por infundada.
- En julio, el consejo de supervisión de Interpol recomendó detener cualquier acción adicional contra Gusinsky con base en las solicitudes de la Federación Rusa. El secretario general de Interpol, Ronald Noble, calificó el caso contra Gusinsky como de "carácter predominantemente político". En agosto, Israel se negó a extraditar a Gusinsky a Rusia.[84][85][86]

2002
- En mayo, Gusinsky inició un nuevo proyecto de televisión: RTV International o RTVi,[87] que continuó con lo que comenzó NTV International: brindar noticias imparciales en ruso para hablantes de ruso en todo el mundo.[88][89]
- En octubre, el proyecto de noticias de Internet de Gusinsky, Newsru.com, comenzó a operar en su nuevo nombre de dominio. Antes de esto, el proyecto operaba como NTV.ru, pero ese nombre de dominio se le dio a Gazprom Media, los nuevos propietarios de NTV. El diseño del sitio web fue creado por un diseñador reconocido internacionalmente: Semyon Levin. Newsru.com incluía un recurso de Internet muy aclamado, Inopressa.ru, que proporcionaba resúmenes de noticias diarias de medios impresos extranjeros traducidos al idioma ruso. Actualmente, el sitio web Newsru.com tiene más de 65 millones de páginas vistas y 7,5 millones de visitantes únicos al mes.[90]

2003
- En agosto, Gusinsky fue arrestado en Grecia por otra solicitud de extradición de la Federación Rusa. Varios días después fue puesto en libertad bajo fianza y esperó la decisión mientras se comprometía a no salir de Atenas.[91][92][93][94][95]
- En septiembre, mientras esperaba la decisión de la corte griega sobre su extradición, la habitación de hotel de Gusinsky fue asaltada mientras salía a cenar. Se afirmó que era un trabajo profesional, pero la policía se negó a comentar sobre el alcance de los artículos que se llevaron.[96][97]
- En octubre, luego de que la Corte de Apelaciones de Atenas examinara los cargos presentados contra Gusinsky por la Federación Rusa, rechazó la solicitud de extradición. El Tribunal de Apelación sostuvo que los cargos imputados a Gusinsky no eran ilegales según la ley griega.[98][99][100][101][102]

2004
- En mayo de 2004, el Tribunal Europeo de Derechos Humanos sostuvo que el arresto y los cargos penales contra Gusinsky violaron el artículo 5 y el artículo 18 del Convenio sobre la Protección de los Derechos Humanos y las Libertades Fundamentales, y afirmó que los hechos del caso establecieron que el enjuiciamiento de Gusinsky en Rusia tuvo motivaciones políticas y se utilizó para intimidarlo.[103][104][105] La Federación Rusa apeló. En noviembre, el Tribunal Europeo de Derechos Humanos rechazó la solicitud de la Federación Rusa de revisar su decisión, por lo que confirmó su fallo.[72]

2005
- Gusinsky consolidó sus operaciones de producción de televisión en un nuevo holding llamado New Media Distribution Company. La compañía se convirtió en uno de los mayores productores de dramas televisivos con guion original para su transmisión en horario de máxima audiencia en idioma ruso,[106] vendiendo sus producciones a varias redes de transmisión de televisión rusas,[107] incluidas NTV y RTR, así como a otras emisoras en otras áreas de habla rusa del mundo (o donde se habla mucho ruso). En los últimos 10 años, el NMDC ha producido más de 3000 episodios originales, muchos de los cuales han ganado premios y obtenido una gran audiencia. NMDC también posee una serie de canales temáticos de televisión paga, incluidos Detskii Mir (Children's World), TeleKlub, Nashe Kino (Our Movies) y Mir Seriala (World of Series). NMDC tiene su sede en George Town, Islas Caimán, y tiene subsidiarias operativas en Rusia y otros países europeos.
- En marzo, la policía israelí inició una investigación de lavado de dinero de los empleados y clientes de Bank Hapoalim, Sucursal 535.[108] Bank Hapoalim es uno de los bancos más grandes y antiguos de Israel. Gusinsky estaba entre varias personas que fueron investigadas.[109][110][111] Un año después, la Fiscalía israelí retiró todos los cargos contra Gusinsky sin condiciones ni negociaciones adicionales y con perjuicio.[112][113][114][115] Varios años después, en 2010, los tribunales israelíes determinaron que las acciones de la Fiscalía en esta investigación de lavado de dinero fueron excesivas e irrazonables y sancionaron a los fiscales involucrados en la investigación.[116][117][118][119][120]
- En diciembre, Gusinsky creó un sitio hermano de Newsru.com, llamado Newsru.co.il. Si bien tenía un consejo editorial independiente, conservaba un diseño similar al de la contraparte rusa. El sitio israelí proporcionó noticias en ruso sobre los asuntos nacionales e internacionales de Israel, así como noticias mundiales.[121] Actualmente, Newsru.co.il se encuentra entre los sitios de noticias en ruso más populares en Israel. Tiene un promedio de 20 millones de páginas vistas y 1,5 millones de visitantes únicos mensuales.[122]

2007
- En el primer trimestre de 2007, Gusinsky decidió crear un canal de televisión de entretenimiento general en Ucrania. Gusinsky comenzó a trabajar con un conocido, Konstantin Kagalovsky, para dar vida al proyecto de televisión ucraniano.[123]
- En abril, Gusinsky abrió un nuevo proyecto hermano de Internet, esta vez en Ucrania: Newsru.ua, similar a los sitios ruso e israelí, tenía un consejo editorial independiente pero conservaba el diseño y brindaba noticias sobre los asuntos nacionales e internacionales de Ucrania y el mundo. noticias. Este sitio se presentó en los idiomas ruso y ucraniano.[124]

2008
- En marzo, Gusinsky y Kagalovsky juntos pusieron en el aire el canal de entretenimiento general en Ucrania, llamándolo TVi. TVi estaba aumentando rápida y constantemente tanto en cobertura como en popularidad.[123][125]

2009
- En la primavera, Gusinsky y Kagalovsky comenzaron a tener disputas sobre la dirección que estaba tomando TVi. En septiembre, Kagalovsky subrepticiamente y, según él, de una "manera ruso-ucraniana",[123][126] diluyó la participación de Gusinsky en TVi del 50% a menos del 1%. En diciembre, Gusinsky demandó a Kagalovsky por robo de TVi, en la División Comercial de la Corte Suprema de Nueva York.[123][127][128][129]

2012
- En marzo, Gusinsky vendió RTVi a Ruslan Sokolov, un ejecutivo de medios y empresario ruso.[130][131][132]
- En agosto, Gusinky ganó un juicio contra Kagalovsky y sus empresas por robo de TVi por un monto de más de 30 millones de dólares. Kagalovsky apeló.[123][126][127][133]

2014
- En abril, la Corte de Apelaciones de Nueva York confirmó la sentencia contra Kagalovsky por robo de TVi.[128]

## Otras inversiones
Gusinsky tuvo una participación accionaria en el equipo de baloncesto Hapoel Tel Aviv durante un período de tres años y medio, adquiriendo el 60% del equipo en noviembre de 2000.
Hasta noviembre de 2008, Gusinsky poseía el 27% de las acciones del destacado segundo periódico más grande de Israel, Maariv, que intercambió con Bank Hapolaim para saldar una deuda con el banco.
Fue una de las principales fuerzas detrás del museo del Holocausto de Moscú, ya que perdió a varios miembros de su familia en el Holocausto.

## Propiedad en España
En San Roque en Sotogrande, en la provincia de Cádiz, Gusinsky compró a principios de la década de 1990 Krusero ( en ruso: "Крусеро"   ) un 536 metros cuadrados (641,1 yd²) lujosa villa en un 3500 metros cuadrados (4186,0 yd²) propiedad.
Durante la década de 1990, Gusinsky afirmó que Gibraltar es su "patria financiera" y que España es su "segundo hogar". A menudo viaja en bote por las 13 millas (20,9 km) viaje de Sotogrande a Gibraltar donde guarda su jet Gulfstream.